# Болдвін (Міссісіпі)
Болдвін (англ. Baldwyn) — місто (англ. city) в США, в округах Лі і Прентісс штату Міссісіпі. Населення — 3071 особа (2020).

## Географія
Болдвін розташований за координатами 34°30′20″ пн. ш. 88°38′34″ зх. д. / 34.50556° пн. ш. 88.64278° зх. д. (34.505560, -88.642745).  За даними Бюро перепису населення США в 2010 році місто мало площу 30,15 км², з яких 30,03 км² — суходіл та 0,12 км² — водойми.

## Демографія
Згідно з переписом 2010 року, у місті мешкало 3297 осіб у 1314 домогосподарствах у складі 861 родини. Густота населення становила 109 осіб/км².  Було 1488 помешкань (49/км²).
Расовий склад населення:
| - 52,8 % — білих - 44,9 % — чорних або афроамериканців - 0,5 % — корінних американців - 0,1 % — азіатів |

До двох чи більше рас належало 1,5 %. Частка іспаномовних становила 1,2 % від усіх жителів.
За віковим діапазоном населення розподілялося таким чином: 24,9 % — особи молодші 18 років, 57,2 % — особи у віці 18—64 років, 17,9 % — особи у віці 65 років та старші. Медіана віку мешканця становила 38,8 року. На 100 осіб жіночої статі у місті припадало 86,4 чоловіків;  на 100 жінок у віці від 18 років та старших — 76,7 чоловіків також старших 18 років.
Середній дохід на одне домашнє господарство  становив 33 564 долари США (медіана — 24 745), а середній дохід на одну сім'ю — 41 550 доларів (медіана — 31 634). За межею бідності перебувало 35,6 % осіб, у тому числі 50,3 % дітей у віці до 18 років та 19,5 % осіб у віці 65 років та старших.
Цивільне працевлаштоване населення становило 1185 осіб. Основні галузі зайнятості: освіта, охорона здоров'я та соціальна допомога — 23,4 %, виробництво — 17,3 %, мистецтво, розваги та відпочинок — 15,1 %.